# Авбер
Авбер (словен. Avber) — поселення в общині Сежана, Регіон Обално-крашка, Словенія. Висота над рівнем моря: 395,4 м. Воно вперше згадується в документах починаючи з 1502 року. Є залишки стародавньої фортеці на пагорбі, що височіє над селом.